# 勤皇まことむすび

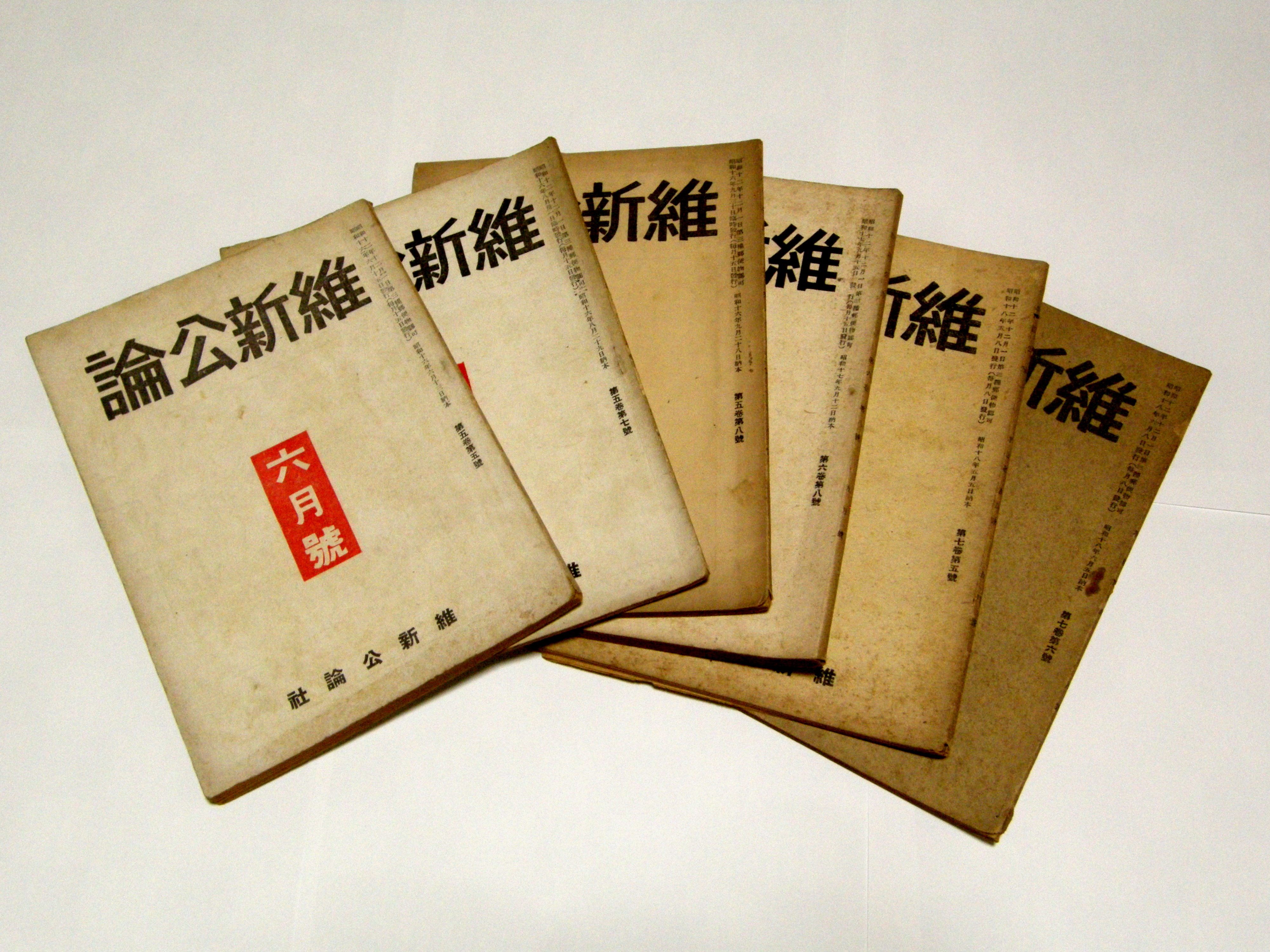
勤皇まことむすびの機関誌『維新公論』

勤皇まことむすび（きんのうまことむすび）とは、1939年（昭和14年）3月20日に結成され、1943年（昭和18年）10月21日まで存在した日本の国家主義団体。

## 概要
「まことむすび」を軍律とした神兵隊事件参加者内の分裂により、東京都芝区愛宕に結成された。五・一五事件に関係した紫山塾頭の本間憲一郎を中心に、鹿子木員信、安田銕之助、小島茂雄（立教大教授）、天野辰夫を世話人とした。
「吾は日本人なり」を指導原理とし、政治運動・宗教運動・右翼運動を否定した。機関誌『まことむすび』は薄井己亥を主幹とし昭和14年4月1日から発行、このほかにも機関誌『維新公論』があった。戦時刑事特別法の改正時に東條英機を攻撃するなど、毎号激烈な政府批判の内容だったため何度も発禁となった。湯浅倉平内大臣暗殺計画や、1941年（昭和16年）8月の平沼騏一郎狙撃事件などを起こし、1943年（昭和18年）10月21日の一斉検挙によって解散した。

## 関連文献
- 片岡駿 『神兵隊の告り直しと其の精神』
- 司法省刑事局編　「神兵隊の告り直しと其の精神、神兵隊決裂の真相と我等の態度」『思想資料パンプレット』特輯。（神兵隊各派の声明書）
- 司法省刑事局編　「国家主義団体の理論と政策」『思想研究資料』特輯八四